# Andrew Werner
Andrew Steven Werner (né le 25 février 1987 à Peoria, Illinois, États-Unis) est un lanceur gaucher des Ligues majeures de baseball jouant avec les Athletics d'Oakland.

## Carrière
Andrew Werner joue au baseball à l'Université d'Indianapolis sans attirer l'attention d'un club du baseball majeur. Il joue au baseball indépendant en 2009 et 2010 dans la Frontier League et est aussi instructeur des lanceurs au Eureka College d'Eureka, en Illinois. Il obtient un essai pour les Padres de San Diego de la Ligue majeure de baseball et commence sa carrière professionnelle en 2011 dans les ligues mineures avec un club-école de la franchise. En 2012, il passe du Double-A San Antonio au Triple-A Tucson.

### Padres de San Diego
Werner fait ses débuts dans le baseball majeur comme lanceur partant des Padres de San Diego le 22 août 2012 et bat les Pirates de Pittsburgh pour sa première victoire. Il effectue 8 départs pour San Diego. Il remporte deux victoires contre trois défaites avec une moyenne de points mérités de 5,58 en 40 manches et un tiers lancées.

### Athletics d'Oakland
Le 16 novembre 2012, les Padres échangent Werner et le joueur d'avant-champ Andy Parrino aux Athletics d'Oakland en retour du lanceur droitier Tyson Ross et du joueur de premier but des ligues mineures A. J. Kirby-Jones.

## Vie personnelle
Werner et son épouse Melanie sont mariés depuis février 2012. Le lanceur donne le crédit à celle-ci pour l'avoir encouragé à ne pas abandonner le baseball alors qu'il n'était pas encore professionnel.